# Großsteingräber bei Klempau
Die Großsteingräber bei Klempau waren mindestens zwei mögliche megalithische Grabanlagen der jungsteinzeitlichen Nordgruppe der Trichterbecherkultur bei Klempau im Kreis Herzogtum Lauenburg in Schleswig-Holstein. Sie tragen die Fundplatznummern Klempau LA 15 und 18.

## Beschreibung

### Grab LA 15
Bei der Anlage eines Weges und eines Knicks wurde ein flacher Grabhügel abgetragen. Dieser hatte wahrscheinlich eine megalithische Grabkammer umschlossen, denn bei einer Feldbegehung wurde eine größere Menge an verbranntem Feuerstein gefunden, der typisch für das Bodenpflaster von Großsteingräbern ist. Das ursprüngliche Aussehen der Kammer ließ sich nicht mehr rekonstruieren. Der genaue Zerstörungszeitpunk ist unbekannt.

### Grab LA 18
An einer Stelle auf dem Feld des Bauern Bartels, wo sich einst vermutlich zwei Grabhügel befunden hatten, wurden bei einer Feldbegehung zahlreiche Stücke verbrannten Feuersteins sowie Keramikscherben gefunden. Die Funde deuten darauf hin, dass sich hier ursprünglich mindestens ein Großsteingrab befunden haben dürfte. Sein ursprüngliches Aussehen ließ sich nicht mehr rekonstruieren.